# Perdamean (Binjai)
Perdamean is een bestuurslaag in het regentschap Langkat van de provincie Noord-Sumatra, Indonesië. Perdamean telt 6377 inwoners (volkstelling 2010).